# Luperina passer
Luperina passer là một loài bướm đêm trong họ Noctuidae.